# Арена Чертаново
«Арена Чертаново» — стадион в городе Москва.

## Расположение
Стадион расположен на территории Южного административного округа Москвы, в Чертаново Северное по адресу Сумской проезд, дом 26. Ближайшие станции метро —  Чертановская (далее наземным транспортом до остановки «Сумской проезд») или  Южная (далее наземным транспортом до остановки «Кинотеатр «Ашхабад»).

## Информация
Стадион построен в рамках программы подготовки к чемпионату мира-2018. Сдан в эксплуатацию в январе 2016 года. Помимо футбольного поля с искусственным газоном и подогревом располагает системами освещения и звукоусиления, цветным табло, тремя трибунами под козырьком, девятью раздевалками, медицинским кабинетом, тренажёрным залом, буфетом.

## Команды
- «Чертаново» — женский футбольный клуб, выступающий в высшем дивизионе чемпионата России
- «Чертаново» — футбольный клуб, выступающий в первенстве ФНЛ
- детские, юниорские и молодёжные команды ЦО «Чертаново»
- Сборная России по футболу (до 17 лет)

## Соревнования
- Чемпионат России по футболу среди женщин
- Кубок России по футболу
- Кубок России по футболу среди женщин
- Первенство Футбольной национальной лиги
- Первенство Профессиональной футбольной лиги
- Юношеская лига УЕФА[2]

## Значимые матчи
В первые 5 лет после открытия на стадионе проведено 45 матчей по футболу на высшем уровне (Чемпионат и Кубок России среди женских команд - 42 матча, в том числе 3 матча в 2016 году, 10 (2017), 11 (2018), 12 (2019) и 6 (2020).
И 4 матча Кубка России:
| Розыгрыш  | Стадия | Дата       | Хозяева              | Соперник                 | Счет       | Зрителей |
| --------- | ------ | ---------- | -------------------- | ------------------------ | ---------- | -------- |
| 2016/2017 | 1/256  | 15.06.2016 | Чертаново            | Коломна                  | 3:2 (д.в.) | 150      |
| 2017/2018 | 1/128  | 23.07.2017 | Чертаново            | Строгино                 | 2:1        | 350      |
| 2017/2018 | 1/32   | 23.08.2017 | Чертаново            | Динамо (Санкт-Петербург) | 0:2        | 500      |
| 2021/2022 | 1/128  | 28.07.2021 | Динамо (Владивосток) | Чертаново                | 2:1        | 100      |